# Золотов, Виталий Арсентьевич
Вита́лий Арсе́нтьевич Зо́лотов (2 апреля 1934 года, д. Синерь Чувашская АССР, СССР — 27 марта 2021, Санкт-Петербург, РФ) — чувашский прозаик, краевед и общественный деятель.
Заслуженный деятель культуры Чувашской Республики (2002). Кандидат военно-морских наук (1966), доцент, капитан первого ранга в отставке.
Член Союза писателей России, Союза писателей Чувашии и Союза писателей «Многонациональный Санкт-Петербург».
Дядя — Аркадий Арис, чувашский прозаик, критик, редактор. Двоюродный дядя — Николай Ют, чувашский публицист, критик, переводчик, фольклорист, редактор, общественный и партийный деятель.

## Биография

### Происхождение
Виталий Золотов родился 2 апреля 1934 года д. Синерь Аликовского района Чувашской Республики.
Окончил Военно-морской институт радиоэлектроники имени А. С. Попова (ВВМУРЭ).
В 1951-62 годах Виталий Арсентьевич служил командиром боевой части связи, начальником радиотехнической службы подводной лодки, флагманским специалистом радиотехнической службы объединения подводных лодок Краснознамённого Северного флота.
В 1965—1992 годы Золотов В. А. преподавал в Высшем военно-морском училище радиоэлектроники.

### Творчество и общественная деятельность
В. А. Золотов — член Союза писателей Чувашии, член СП России (с 2003 года) и член Союза «Многонациональный Санкт-Петербург». Писал по-чувашски в жанре прозы и публицистики, в Санкт-Петербургском чувашском землячестве первый выпустил книгу на родном языке.
В периодической печати Золотов трудился более 40 лет. Свою первую научную статью а журнале «Морской сборник» напечатал в 1962 году. Рассказы, статьи, очерки и воспоминания издавал в Чувашии и Санкт-Петербурге, в журналах «Ялав», «Медный всадник», «Невский альманах», в газетах «Хыпар», «Чăваш хĕрарăмĕ», «За православие».
В 2004 году В. А. Золотова избрали председателем Чувашской национально-культурной автономии Санкт-Петербурга и Ленинградской области, в том же году ему поручили быть редактором газеты «Янташ» (Первый номер газеты вышел 25 декабря 2004 года).
Также, по сценариям Виталия Арсентьевича прошли вечера: «100 лет со дня рождения поэта-трибуна Михаила Сеспеля», «110 лет со дня рождения классика чувашской поэзии К. В. Иванова», «225 лет со дня рождения Иакинфа Бичурина», «100 лет со дня выхода в свет поэмы „Нарспи“».
Виталий Арсентьевич ознакомил земляков с книгой академика М. А. Козлова «Живой мир», с книгой писателя Э. Ф. Кузнецовой «Архитектор Петр Егоров». Подготовил 3 книги по подготовке специалистов ВМФ по гидроакустике, более 100 научных исследований и статей, рецензий, методических пособий по радиоэлектронике, педагогике и психологии).
В последние годы он пропагандировал творчество Н. Я. Бичурина (Иакинф (Бичурин)), архитектора П. Е. Егорова
Состоял членом Совета Старейшин ЧНК (2013—2021), был одним из руководителей Санкт-Петербургского чувашского землячества. Значился членом СП России (с 2003 года)
Виталий Золотов скончался 27 марта 2021 года в Санкт-Петербурге.

## Семья
- Жена — Раиса Дмитриевна
  - сын: Алексей (род. 1960) — врач-терапевт
    - Внук Виталий, окончил в Морскую Академию им. С. О. Макарова, менеджер по морским перевозкам грузов.

  - Сергей (род. 1971) — радиоинженер.

## Работы
- «Принципам не изменили» (первое изд., написана совместно с В. Т.и А. А. Золотовыми), Шупашкар, 1998[9].
- «Принципам не изменили» (второе изд., доп.), Чебоксары, Национальная библиотека, 1998.
- «Тепло матери», чăвашла вырăсла, СПб, 2000.
- «Аркадий Золотов: писатель, критик, публицист», СПб, 2000.
- «Верность» на чув. языке, СПб, 2001.
- «Наша семья», СПб, 2002.
- «Никита Бичурин — востоковед, литератор, историк и педагог», СПб, 2003.
- «Древо жизни», первая книга, на чув. языке, СПб, 2003.
- «Древо жизни», вторая книга, на чув. языке, СПб, 2004.
- «О школе и учителях», СПб, 2004.
- «Древо жизни», СПб, , 2005.
- «С благоговением к родителям», СПб, 2005.
- «Славный сын Отечества», об архитекторе Петре Егорове, СПб, 2006.
- "Иакинф Бичурин и дело его жизни «, СПб, 2006.
- „Монах Иакинф“, СПб, (В. А. Ивановпа пĕрле), 2007.
- „Николай Яковлевич Золотов“, Чебоксары, „Новое время“, (написана совместно с В.Т.и А. А. Золотовыми) 2008.
- „Золотой человек и продолжатели его дела“», Чебоксары, «Новое время», (написана совместно с В.Т.и А. А. Золотовыми), 2010.
- «Аркадий Золотов — солдат и педагог, писатель и журналист, переводчик и критик», Шупашкар, «Новое время», (В.Т. тата А. А. Золотовсемпе пĕрле), 2010.
- «Юратупа ырату», СПб, 2010.
- « Наши родные в белых халатах», Чебоксары, «Новое время», (написана совместно с В.Т.и А. А. Золотовыми), 2011.
- «Рыжик», (о братьях младших), СПб, 2011.
- «Аннеçĕм»(Анне çинчен тăван чĕлхепе), СПб, 2011.
- «Арсений Золотов — солдат, педагог и журналист», Чебоксары, «Новое время», 2012.

## Награды, звания
- Заслуженный деятель культуры Чувашской Республики (2002).
- Действительный член Петровской академии искусств (1999)
- Почётный академик Чувашской национальной академии наук и искусств[6].
- Народный академик Чувашии[6].
- Кандидат военно-морских наук